# Rebecca Lina
Rebecca Lina (* 1980 in Bremen) ist eine deutsche Schauspielerin.

## Leben
An der Hochschule der Künste Bremen erhielt Rebecca Lina Gesangsunterricht und eine Tanzausbildung. An der ETI-Schauspielschule nahm Lina 2005 Schauspielunterricht bei Friederike Koch, an die sich in den Jahren 2006/2007 eine Stimmausbildung bei Barbara Kellerbauer anschloss.
2007 heiratete sie den deutschsprachigen Reggae/Dancehall-Sänger Nosliw. Sie unterstützt in Berlin das Kinder- und Jugendwerk Die Arche und engagiert sich als Sonderbotschafterin der Buddy-Bär-Quadriga für den Verein Buddy Bär Help e.V.

## Filmografie
- 2003: Drei Gesichter
- 2004: Wie im Himmel sein und sterben
- 2005: Ich, Narr des Glücks
- 2005: Asudem
- 2005: Tatort – Schattenhochzeit
- 2006: Die letzte Bahn
- 2006: Wie ich eines Morgens das hundertprozentige Mädchen sah
- 2007: Eine stürmische Bescherung
- 2007: Tatort – Fettkiller
- 2008: Tatort – Der glückliche Tod
- 2008: Mareya Niehaus
- 2008: Kinderwunsch
- 2009: Die Nonne und der Kommissar – Todesengel
- 2009: Createurope
- 2009: In Between a Kiss
- 2009: Krauses Kur
- 2012: Oma wider Willen
- 2012: Inseln vor dem Wind
- seit 2019: Andere Eltern (Fernsehserie)
- seit 2020: Spotlight (Fernsehserie)

## Theater
- 2002: Hamlet version, Schlachthof Bremen
- 2003/04: Therapie, Theaterdock Berlin
- 2006: Dogville (June), Theaterfabrik Hamburg
- 2007: Fake for Real, Schauspielhaus Hamburg